# 九龍巴士93M線
九龍巴士93M線是由九巴營運的一條香港巴士路線，來往彩明、藍田站及寶林，只於平日上午繁忙時間提供服務。

## 歷史
- 1989年8月9日：本線為配合藍田站投入服務而開辦，由寶林循環來往藍田地鐵站，只在平日繁忙時間提供服務，假日停開。
- 1990年1月15日：提升至每日全日提供服務。
- 2002年10月7日：因港鐵將軍澳線通車後客量大減，改為只在平日繁忙時間提供服務，假日停開。
- 2002年10月28日：改為只在平日寶林開06:50、07:10及07:30共三班車，假日停開。
- 2005年7月28日：增設空調巴士服務，全程收費HK$4。
- 2007年7月30日：改為全空調服務。
- 2007年12月2日：配合兩鐵合併，九巴改稱藍田地鐵站為藍田鐵路站。
- 2008年6月8日：全程收費提升至HK$4.20。
- 2008年9月1日：改為只在平日寶林開07:00及07:20共兩班車，假日停開。
- 2011年8月27日：改為平日06:50及07:05由彩明開出，途經尚德邨、茵怡花園及寶豐路後按原先路線經藍田站及藍田半山再前往寶林；同時調高全程收費並加設分段收費[2]。
- 2013年12月7日：取消星期六服務。
- 2015年12月31日：增設到站時間預報。

## 服務時間及班次
彩明開
- 星期一至五：06:50、07:05

星期六、日及公眾假期不設服務

## 收費
全程：$6.8
- 茵怡花園往藍田站／藍田站往寶林：$5.4

| - 本線設有12歲以下小童及65歲或以上長者半價優惠。 - 65歲或以上香港居民使用「樂悠咭」，以及12歲以下合資格殘疾兒童使用「殘疾人士身份」個人八達通繳付車資，均可享有每程$2.0或半價（以較低者為準）的票價優惠；12至64歲合資格殘疾人士使用「殘疾人士身份」個人八達通（包括「樂悠咭」），以及60至64歲香港居民使用「樂悠咭」繳付車資，均可享有每程$2.0或全費（以較低者為準）的票價優惠。 - 65歲或以上長者如使用長者或一般個人八達通繳付車資，則只可享有半價優惠；12至64歲合資格殘疾人士如不使用「殘疾人士身份」個人八達通，以及60至64歲人士如不使用「樂悠咭」繳付車資，必須繳付全費。 - 乘客可以現金或八達通於上車時付款，不設找續。 - 每位成人乘客可免費攜帶最多兩名4歲以下而不佔座位的兒童乘客乘車，超額之4歲以下小童必須繳付小童車費乘車。 - 持有「九巴月票」之乘客在車票有效期內，每日可享最多10程任何九龍巴士及龍運巴士路線（包括本路線，以及聯營路線的九龍巴士／龍運巴士提供的班次；惟乘搭機場「A」及「NA」線則可享原價二七折優惠（不會計算每天10次合資格車程））；而B1線則每日可享最多各2程（不會計算每天10次合資格車程）。 - 九龍巴士、城巴、龍運巴士及陽光巴士全職員工及家屬（不包括外判職員）可免費乘搭本路線，惟必須拍職員或職員家屬八達通。 - 乘客亦可透過多元化電子支付系統（e度嘟）繳付車資，包括使用非接觸式VISA卡、JCB卡、萬事達卡、銀聯卡、美國運通、大來國際、Discover Card、Apple Pay、Google Pay、Samsung Pay、AlipayHK「易乘碼」、支付寶、WeChatHK／微信支付「搭車碼」、銀聯雲閃付「乘車碼」及BOC Pay「乘車碼」。乘客使用此付款方式，使用此支付方式的乘客可享有中途下車之分段收費，以及與其他九巴／龍運獨營路線或聯營線九巴／龍運班次之轉乘優惠，惟不適用於與非九巴／龍運路線之轉乘優惠，亦不能享有「公共交通費用補貼計劃」及「長者及合資格殘疾人士公共交通票價優惠計劃」。 |

### 八達通轉乘優惠
乘客登上本線往寶琳後150分鐘內以同一張八達通卡轉乘91M/91P/291P、213B、213M、213S、296M或298/298E/298F線，或從91M/91P/291P、213B、213M、213S、296M或298/298E/298F線登車後150分鐘內以同一張八達通卡轉乘本線往藍田站，次程可獲$4.2車資折扣優惠。

## 行車路線
經：彩明街、景嶺路、唐明街、寶康路、寶豐路、寶琳北路、寶琳路、秀茂坪道、將軍澳道、鯉魚門道、藍田公共運輸交匯處、鯉魚門道、啟田道、德田街、連德道、秀茂坪道、寶琳路、寶琳北路及佳景路。
具體停站請參考資訊框

## 服務狀況
本線在新界區專線小巴17線開辦之前，曾經是寶林和翠林邨的居民最主要接駁地鐵藍田站的交通工具，但經過3次不同的轉變後，現在的93M線只是一條只在早上開出2班車的路線。
- 第1次：在由翠林經寶林邨及將軍澳隧道往藍田站的新界區專線小巴17線開辦後出現。雖然專線小巴的車費比本線貴，但17線使用有空調的小巴行走（當時的93M只有非空調巴士行走），而且車程較快，很快便搶去不少寶林和翠林一帶93M線的乘客。
- 第2次：在由香港科技大學經寶林及將軍澳隧道往藍田站的九龍巴士298線開辦後出現。298線本身是一條服務科大來往將軍澳及藍田的乘客的巴士路線，但該線在寶林至藍田的走線和專線小巴17線相似，兩者一直存在競爭，後來因應客量上升，九巴亦開辦了多條298來往坑口經寶林往藍田的短途特別班次。93M亦因此流失大量來往寶林，翠林及藍田站的乘客，班次多次被削減。但由於93M收費較便宜，在藍田半山（即興田邨）一帶仍是獨市，而且在繁忙時間，將軍澳隧道往往出現交通擠塞，行走寶琳路的93M線隨時比以上兩者更快，故仍然保持一定數量的乘客。
- 第3次：在2002年8月將軍澳綫通車後。由於本線、298線和專線小巴17線的主要客源都是接駁地鐵的乘客，在將軍澳綫通車後，三線客量均大減。在運輸署的原定計劃中，專線小巴17線將會被取消，但最終改為削減班次，並在將軍澳綫通車當日（即2002年8月18日），改為由翠林經寶琳路和興田邨往返藍田站，與93M線完全重疊。而298線亦在2002年9月23日起分拆為由科大至寶林的298M線，以及只在繁忙時間提供服務、往返科大至藍田的298P線（現已取消，而298M線則被同樣途經科大的九龍巴士91M線延長至寶林取代）提供。93M線的下場和該兩線相似，在將軍澳綫通車後，班次先由11-18分鐘一班減至20-25分鐘一班。同年10月，服務時間更被削減至只在繁忙時間提供服務，於2002年10月28日起更改為只在平日06:50至07:30開出3班車，2008年9月1日起改為只在07:00及07:20分開出兩班車。

雖然本線最初預計在將軍澳綫通車後會被取消。但最終仍然保持2班車提供服務，在居民和區議會反對下最終被保留，因為藍田半山有多間學校，而由藍田站前往該處需轉乘一程巴士，而專線小巴17線在繁忙時間供不應求。93M線回程時亦可疏導寶達邨、翠林邨和康盛花園往寶林上學及往寶琳站轉車的乘客。
因應居住於調景嶺的學生前往寶林、翠林、康盛花園及藍田一帶上學的需求，而九巴296M不途經調景嶺，本線在寶林作起點站超過22年後，首度延長路線，改由彩明開出，以拓展該區客源，開車時間亦修改為06:50及07:05。是次改動，使本線成為香港第三條起點站及終點站不相同的循環線（另外兩條為九巴219P（現已取消）及龍運巴士S64P線），也是九巴繼90及290線（第一代）停止服務將近15年後，再次有日間非過海路線服務調景嶺區，不過只是早晨特別路線。

## 外部連結
九巴
- 九龍巴士93M線 （页面存档备份，存于）

其他
- 681巴士總站－九龍巴士93M線 （页面存档备份，存于）